# Bitxac comú siberià
El bitxac comú siberià o bitxac siberià (Saxicola maurus) és un moixó de la família dels muscicàpids (Muscicapidae) que s'ha considerat coespecífic amb el bitxac comú.

## Taxonomia
Després dels treballs filogènics de Wittmann i al. (1995), el Congrés ornitològic internacional separà el tàxon original que era Saxicola torquatus, en tres espècies diferents. Saxicola torquatus no conserva sinó les subespècies presents a l'Àfrica subsahrariana i a Aràbia; Saxicola maurus és present del Caucas i de Turquia fins a l'Himàlaia i a la Xina; i Saxicola rubicola és present a Europa i a Àfrica del Nord
Així, segons la llista mundial d'ocells del Congrés Ornitològic Internacional (versió 10.1, gener 2020) aquest tàxon tindria la categoria d'espècie. Tanmateix, altres obres taxonòmiques, com el Handook of the Birds of the World i la quarta versió de la BirdLife International Checklist of the birds of the world (Desembre 2019), el consideren encara una subespècie de l'ara anomenat bitxac africà (Saxicola torquatus stejnegeri).

## Morfologia
- Petit moixó amb una llargària de 13 cm i una envergadura d'uns 20 cm. És molt semblant al bitxac comú.
- El mascle en plomatge estival té el cap, les ales, el dors i la cua negres. Taca alar blanca. Carpó blanc o molt clar. Zona ventral blanca amb pit vermellós. Collar blanc incomplet.
- Femella amb disseny semblant al mascle però amb colors menys marcats. Té la gola clara i una tènue "cella".

## Hàbitat i distribució
Habita praderies, pantans i vessants de muntanyes. D'hàbits migradors cria des del centre de Rússia fins al Pacífic, al nord de la Xina, Japó, Corea i les illes Kurils, en una ampla zona al nord del Caucas i l'Himàlaia. En hivern passen a zones més meridionals, al sud de la Xina, Índia i Sud-est asiàtic. De vegades, hom pot observar algun exemplar als Països Catalans.
Habita praderies, pantans i vessants de muntanyes. D'hàbits migradors cria des del centre de Rússia fins al Pacífic, al nord de la Xina, Japó, Corea i les illes Kurils, en una ampla zona al nord del Caucas i l'Himàlaia. En hivern passen a zones més meridionals, al sud de la Xina, Índia i Sud-est asiàtic. De vegades, hom en pot observar algun exemplar als Països Catalans. [2]